# Michał Arct

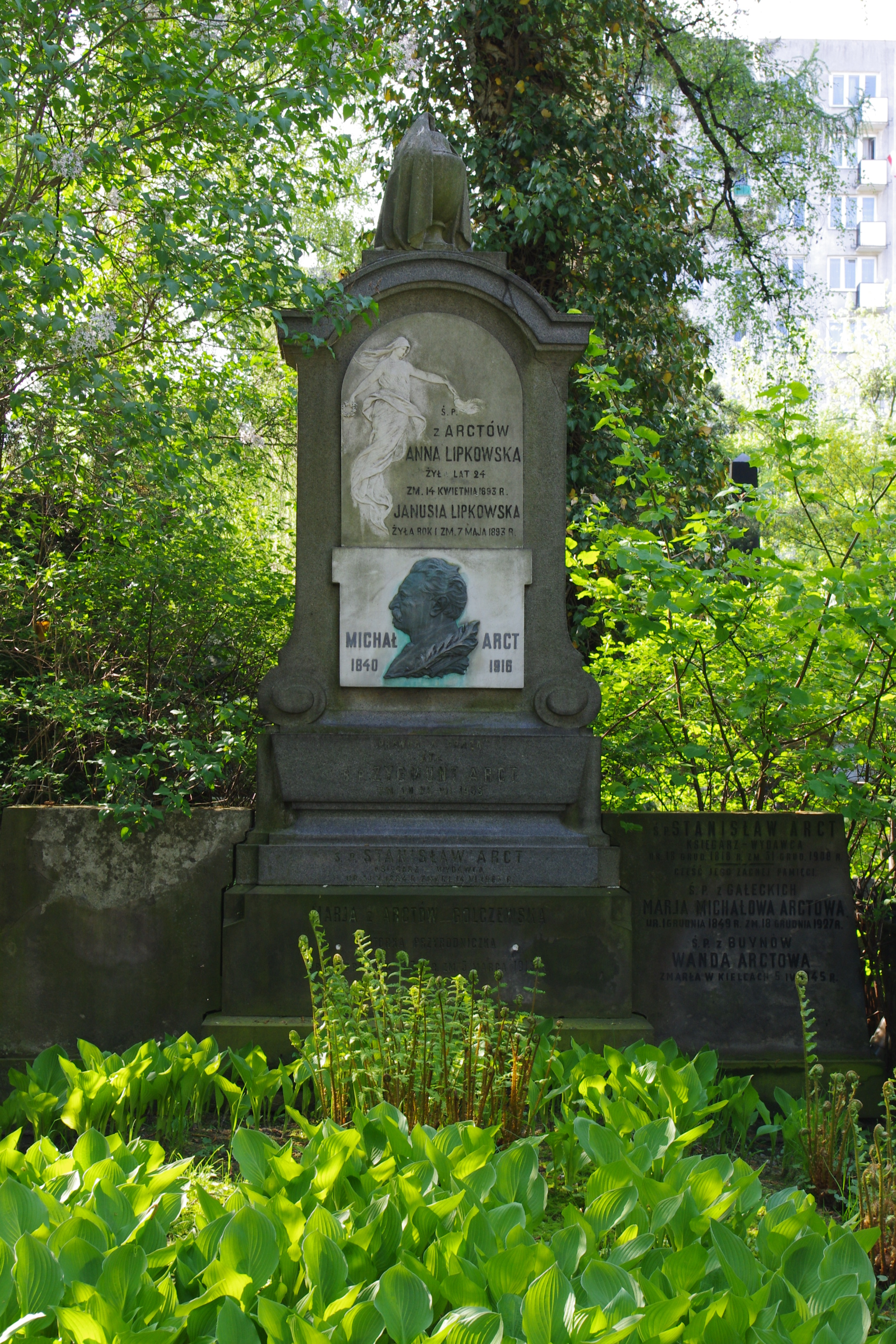
Grób księgarza Michała Arcta na cmentarzu ewangelicko-reformowanym w Warszawie

Michał Arct (ur. 31 grudnia 1840 w Lublinie lub we Włocławku, zm. 5 lutego 1916 w Warszawie) – polski księgarz i wydawca, encyklopedysta, bratanek Stanisława Arcta, od którego przejął firmę wydawniczą w Lublinie, przeniósł ją do Warszawy i rozwinął.

## Życiorys
Był synem lubelskiego lekarza Franciszka Arcta i Anny z Uradowskich. Według Agaty Rybińskiej jego rodzina w 1842 roku przeniosła się z Włocławka do Lublina, gdzie mieszkała większość ich bliskich krewnych. Jego rodzice zmarli w 1852 roku w wyniku epidemii cholery, następnie pozostawał pod opieką dziadka, Mojżesza Arcta, a następnie stryja, Samuela Stanisława Arcta. Z inicjatywy stryja, 5 czerwca 1854 roku, został ochrzczony w parafii ewangelicko-augsburskiej w Lublinie.
W 1856 roku ukończył Gimnazjum Gubernialne, po czym rozpoczął praktyki w wydawnictwie i księgarni swego stryja, w 1862 roku objął kierownictwo księgarni. Spędził również cztery lata, pracując w berlińskim wydawnictwie B. Behr's und Bock, później nadal pracował w księgarni stryja. Od 1872 roku wydawał w niej podręczniki szkolne oraz jedne z pierwszych w Polsce książki dla dzieci z kolorowymi litografiami, były to m.in. dzieła Klemensa Junoszy. 
19 kwietnia 1858 roku ożenił się w Lublinie z Marią Gałecką, córką Zofii i Jana, złotnika i jubilera. Po ślubie zamieszkali w domu przy ulicy Poczętowskiej 350 (obecnie Staszica 5). Wraz z żoną działał w Lubelskim Towarzystwie Dobroczynnym. Jego żona była autorką Kuchni Polskiej
W 1881 roku przejął firmę Stanisława Arcta. Sześć lat później przeniósł się z rodziną do Warszawy, gdzie otworzył skięgarnię oraz wydawnictwo z własną drukarnią. W kwietniu 1887 roku wykupił także księgarnię Artura Gruszeckiego, wydawcy tygodnika „Wędrowiec”, mieszczącą się przy ulicy Nowy Świat 53. Prowadzenie firmy w Lublinie pozostawił swojej siostrze, Teofili Arct. Na przełomie 1914 i 1915 roku księgarnia została przeniesiona do większego lokalu przy ulicy Nowy Świat 35.
Od 1901 roku wydawał w Warszawie tanie serie książek, atlasy przyrodnicze i słowniki oraz nuty i publikacje skierowane do uczniów i nauczycieli muzyki. Jego wydawnictwo oferowało także serie drobnych utworów i tanich książeczek kierowanych do dzieci, m.in. „Moje Książeczki”, „Zajmujące Czytanki” i „Zajmujące Czytanki Ilustrowane”. Od 1902 roku był wydawcą tygodnika dla dzieci „Moje Pisemko”, redagowanego na początku przez Anielę Szycównę, a następnie przez Marię Buyno-Arctową. W latach 1910–1915 był także wydawncą czasopisma dla młodzieży „Nasz świat”.
Wydawał m.in. utwory Jadwigi Chrząszczewskiej, Antoniny Domańskiej, Marii Konopnickiej, Zuzanny Morawskiej, Michała Bałuckiego, Józefa Blizińskiego, Jadwigi Łuszczewskiej, Adolfa Dygasińskiego, Mariana Gawalewicza, Kazimierza Glińskiego, Wiktora Gomulickiego, Edwarda Lubowskiego, Elizy Orzeszkowej, Józefy Sawickiej, Bolesława Prusa, Walerego Przyborowskiego, Wincentego Rapackiego, Marii Rodziewiczównej, Józefa Rogosza, Henryka Sienkiewicza, Antoniego Sygietyńskiego, Stanisława Brzozowskiego, Artura Oppmana oraz Gabrieli Zapolskiej. Arct osobiście pracował przy edycji i redakcji tekstów.
Zmarł w Warszawie i został pochowany na cmentarzu ewangelicko-reformowanym (kwatera F-5-2).
Miał sześcioro dzieci. Firmę po ojcu przejęli dwaj synowie: Zygmunt i Stanisław Jan, oraz wnuk Jan Golczewski, syn Marii Arct-Golczewskiej, tłumaczki, pedagoga i autorki podręczników szkolnych. Firma działała początkowo pod nazwą Spadkobiercy Michała Arcta. Od 1922 roku funkcjonowała jako spółka akcyjna – Spółka Akcyjna. Michał Arct – Zakłady Wydawnicze, działając do lat 50. XX wieku.

## Działalność wydawnicza
Był wydawcą oraz współautorem słowników i encyklopedii:
- Słownika wyrazów obcych (1885–1939)[9],
- Księgi ilustrowanej wiadomości pożytecznych : popularny podręcznik encyklopedyczny z dziedziny: aeronautyki, anatomii, architektury, astronomii, botaniki, chemii, elektrotechniki, fizyki, fizyologii, geologii, geografii fizycznej, hygieny, kosmografii, matematyki, medycyny, mineralogii, meteorologii, ogrodnictwa, przemysłu, rolnictwa, sztuki, technologii, wojskowości, zoologii, żeglarstwa objaśniony 2500 rysunkami, t. I, (1080 s.), wyd. Michał Arct, Warszawa 1899,
- Słownika ilustrowanego języka polskiego (1916),
- Słownik staropolski: 26.000 wyrazów i wyrażeń używanych w dawnej mowie polskiej w 2 tomach, opracowany przez Antoniego Krasnowolskiego i Władysława Niedźwiedzkiego (1914).
- Nowoczesnej encyklopedii ilustrowanej, t. I-II, t. I – (960 s.), kolorowe tablice, mapy złożone, t. II – (960 s.), kolorowe tablice, mapa złożona, ilustracje, errata, red. Michał Arct, Nakładem Zakładów Wydawniczych M. Arct, sp. akc., Warszawa 1937